# Kecamatan Remboken
Kecamatan Remboken är ett distrikt i Indonesien.   Det ligger i provinsen Sulawesi Utara, i den nordöstra delen av landet, 2 200 km öster om huvudstaden Jakarta. Kecamatan Remboken ligger vid sjön Danau Tondano.